# Зеленський Віктор Федотович
Віктор Федотович Зеленський (18 лютого 1929, с. Сурочі, тепер у складі с. Табунівки Балашовського р-ну Саратовської обл — 12 березня 2017) — український радянський вчений у галузі фізики твердого тіла і фізичного матеріалознавства, доктор технічних наук, академік АН УРСР (з 1988), заслужений діяч науки УРСР (з 1978). Член КПРС з 1956.

## Біографія
Після закінчення (1952) Харківського університету почав працювати у Фізико-технічному інституті АН УРСР (з 1974 — заступник директора по науковій роботі, з 1980 по 1996 — директор).
Дослідження з фізики радіаційних ушкоджень твердих тіл, радіаційного матеріалознавства і технології матеріалів.
Розвинув уявлення про механізм фазових переходів в урані, брав участь у розробці високоефектив. ядер. палива АЕС. Запропонував новий наук.-тех. напрям — кількісна експресна імітація та дослідж. на прискорювачах зарядж. частинок радіац. пошкоджень матеріалів ядер., термоядер. реакторів і косміч. техніки. За його безпосеред. участі виявлене і теоретично обґрунтов. явище спонтан. рекомбінації радіац. різноймен. дефектів у крихких твердих розчинах, на основі чого створ. новий клас радіац. сталей і сплавів, визначено подвійну систему пор, розвинуто механізм високотемператур. крихкості матеріалів. Розробив та впровадив у пром-сть надстійкі до температур. і радіац. впливів магнієво-берилієві псевдосплави.
Зареєстровано 60 винаходів, як педагог підготував понад 30 докторів і кандидатів наук.

## Нагороди
- орден Жовтневої Революції,
- орден Трудового Червоного Прапора,
- медалями.